# Solikamsk
Solikamsk (ros. Соликамск) – miasto w zachodniej części Rosji, w Kraju Permskim, na zachodnich stokach Uralu, przystań nad Kamą. Około 100 tys. mieszkańców (w 2006).

## Historia miasta
Pierwsze informacje o założeniu osady pochodzą z 1430, gdy rodzina kupców z Wołogdy pobudowała tu warzelnie soli i osiedliła robotników. Od tego czasu stale rozwija się wydobycie permskich soli. Od 1472 cały rejon wchodzi w skład księstwa moskiewskiego. W 1558 rejon Solikamska wraz z tutejszymi złożami otrzymali od cara Iwana Groźnego Stroganowowie. Prawa miejskie Solikamsk otrzymał w 1573. Stale wzrastająca produkcja soli, będącej wówczas jednym z najcenniejszych produktów, spowodowała, że od XVI do schyłku XVII wieku miasto było największym centrum produkcji soli w Rosji (ponad 50% krajowej produkcji). Dodatkowo około 1630 odkryto rudy miedzi, a przez miasto prowadziły ważne szlaki targowe. W związku z rozwojem miasta, w XVII wieku powstaje wiele reprezentacyjnych budynków murowanych lub ceglanych, głównie cerkwi i budowli rządowych.
Na początku XVIII wieku zaczyna się dość szybki upadek znaczenia Solikamska, które do tej pory było jednym z najważniejszych miast rejonu uralskiego. Upadek ten związany był z przesunięciem szlaków handlowych na Syberię, ale przede wszystkim z powstaniem nowych kopalni soli w innych rejonach Rosji. Ponieważ sól z Solikamska była żółta, gorzka, zanieczyszczona i nie znajdywano dużych pokładów czystych złóż soli kamiennej, to bardziej konkurencyjna była lepsza smakowo sól z innych rejonów. 
Około 1905 odkryto złoża soli potasowej, jednak pierwszą kopalnię wydobywającą tę sól otworzono dopiero w 1934, wkrótce też zaczęto wydobywać sole magnezowe. Od tego momentu następuje ponowny wzrost znaczenia miasta, zarówno jako centrum wydobycia obu soli, jak i wytwórstwa z nich metalicznego potasu i magnezu. W 1941 powstał wielki zakład celulozowy, który wkrótce stał się jednym z największych w ZSRR producentów papieru. 
Do Solikamska z populacją pięciu tysięcy mieszkańców w latach 20. XX w. sprowadzono dziesiątki tysięcy więźniów politycznych i osadników specjalnych, ludzi wygnanych z ich miejsc zamieszkania do pracy przymusowej. Miasto stało się jedną z wysp tzw. Archipelagu Gułag. Podczas rządów Stalina w okolicach miasta rozstrzelano i pochowano tysiące represjonowanych. M.in. w 1941 sprowadzono 800 Łotyszy z okupowanej Łotwy, większość z nich zginęła. Następnie przywieziono niemieckich jeńców wojennych oraz tzw. „zdrajców”, czyli byłych żołnierzy Armii Czerwonej, którzy najpierw dostali się do niemieckiej niewoli, a następnie zostali z niej uwolnieni.

## Zabytki
- Sobór Trójcy Świętej z XVII wieku
- Cerkiew Przemienienia Pańskiego 1687 - 1695
- Sobór Podwyższenia Krzyża Pańskiego
- Cerkiew Zmartwychwstania Pańskiego
- Cerkiew Objawienia Pańskiego
- Dom wojewody z 1688

## Gospodarka
Największe znaczenie ma przemysł górniczy, związany z wydobyciem soli potasowych i magnezowych oraz hutniczy (produkcja metalicznego magnezu). Drugą kluczową dziedziną jest przemysł celulozowy. 